# الغواصة الألمانية يو-1059
الغواصة الألمانية يو-1059 هي غواصة من الفئة السابعة أف تستخدم لنقل البحري في ألمانيا النازية لبحريتها كريغسمرين خلال الحرب العالمية الثانية.
كلفت في 1 مايو 1943، كانت يو-1059 واحدة من أربع غواصات لنقل الطوربيدات من النوع VIIF، والتي يمكن أن تحمل 40   طوربيدا،  واستخدمت لإعادة تزويد الغواصات الأخرى في البحر. خدمت يو-1059 لأول مرة في الأسطول الخامس للتدريب، وعملت لاحقًا مع الأسطول الثاني عشر من 1 يناير 1944 إلى 19 مارس 1944. أكملت يو-1059 دورية واحدة لنقل الطوربيدات. أبحرت يو-1059 في 12 فبراير 1944 مع شحنة من طوربيدات وقد غرقت من طائرات من على متن يو إس إس بلوك آيلاند في 19 مارس.

## سجل الخدمة
تشير التقارير الواردة من السفينة يو إس إس كوري (DD-463) إلى أنه في البداية كان هناك 20 ناجًا ، ولكن نظرًا لوجود تقارير عن وجود قارب يو الثاني في المنطقة ، أجبرت السفينة كوري على البقاء بعيدًا.  من بين طاقم الطائرة U-1059 ، قُتل 47 ونجا 8 من الهجوم.